# Pekurivka, Horodnea
Pekurivka (în ucraineană Пекурівка) este o comună în raionul Horodnea, regiunea Cernihiv, Ucraina, formată numai din satul de reședință. În secolul al XIX-lea, satul făcea parte din volostul Tupîciv, uezdul Horodnea.

## Demografie
Componența lingvistică a comunei Pekurivka
     Ucraineană (98,41%)
     Rusă (1,59%)
Conform recensământului din 2001, majoritatea populației comunei Pekurivka era vorbitoare de ucraineană (98,41%), existând în minoritate și vorbitori de rusă (1,59%).